# Psilotrichum filiforme
Psilotrichum filiforme är en amarantväxtart som beskrevs av Eileen Adelaide Bruce. Psilotrichum filiforme ingår i släktet Psilotrichum och familjen amarantväxter. Inga underarter finns listade i Catalogue of Life.